# Санарпосинське сільське поселення
Санарпо́синське сільське поселення (рос. Санарпосинское сельское поселение) — муніципальне утворення у складі Вурнарського району Чувашії, Росія. Адміністративний центр — присілок Санарпосі.

## Населення
Населення — 826 осіб (2019, 966 у 2010, 1115 у 2002).

## Склад
До складу поселення входять такі населені пункти:
| Населений пункт        | Населення, осіб (2002) | Населення, осіб (2010) |
| ---------------------- | ---------------------- | ---------------------- |
| Нові Яхакаси, присілок | 669                    | 566                    |
| Санарпосі, присілок    | 446                    | 400                    |